# Geração Perdida
Geração Perdida (em inglês: Lost Generation) é um termo atribuído tradicionalmente a Gertrude Stein. Popularizado por Ernest Hemingway que o usou como epígrafe em seu livro O Sol Também se Levanta e em suas memórias no livro Paris é uma festa.
O termo é usado para designar a geração (1883-1900) que lutou durante a adolescência na Primeira Guerra Mundial e viveram a vida adulta durante os Roaring Twenties até a Grande Depressão. Isto aliado a denominação "Geração Perdida", no sentido de "sem direção". A percepção era de que após a Grande Guerra esta geração estava sem direção em mundo pós-guerra, isto levou aos "Loucos Anos 20", um tempo de grandes mudanças que culminaram na Grande Depressão. Isso significa que estava dentro da idade adulta num tempo de turbulência econômica. Individualismo e "quebrar as regras" eram algo comum para esta geração.
Foi a geração de um grupo de celebridades literárias americanas que viveram em Paris e em outras partes da Europa no período de tempo em que se viu o fim da Primeira Guerra Mundial e começo da Grande Depressão.
Entre seus membros mais notórios, incluiram-se Ernest Hemingway, F. Scott Fitzgerald, Ezra Pound, Sherwood Anderson, Waldo Peirce, John Dos Passos, e T. S. Eliot. Embora fosse irlandês, James Joyce faria parte deste movimento com seu romance Ulisses, considerado por muitos estudiosos um dos mais importantes desta geração. Esta geração também produziu artistas da primeira florescência da música tradicional norte-americana, o jazz.

## Características

### Como crianças e adolescentes

#### Vida familiar e criação

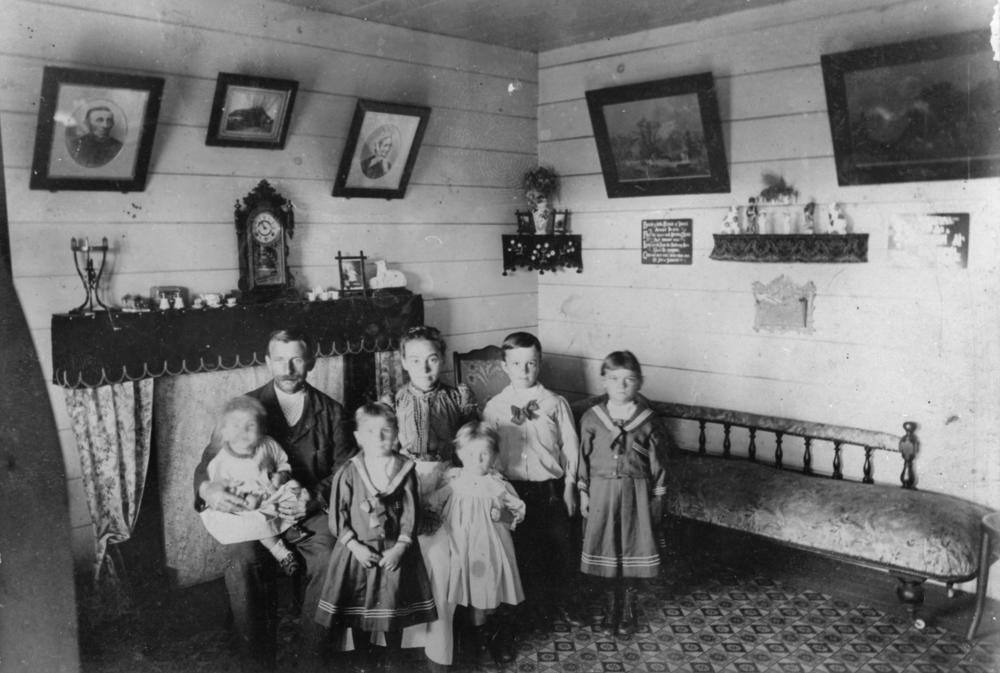
Família em Queensland retratada em casa (por volta de 1900)

Quando a Geração Perdida estava crescendo, o arranjo familiar ideal era geralmente visto como o homem da casa sendo o provedor e a principal figura de autoridade, enquanto sua esposa se dedicava aos cuidados do lar e dos filhos. A maioria dos casais, mesmo os menos abastados, tentava se conformar a esse ideal. Era comum que membros de três gerações diferentes compartilhassem uma casa. Lares mais abastados também tendiam a incluir empregados domésticos, embora seu número variasse de uma única empregada a uma grande equipe, dependendo da condição financeira da família.
A preocupação pública com o bem-estar das crianças estava se intensificando no final do século XIX, com leis sendo aprovadas e sociedades formadas para prevenir abusos. O Estado passou a ter o direito legal de intervir em lares e na vida familiar para proteger menores de danos. No entanto, bater em crianças por mau comportamento não apenas era comum, mas também visto como o dever de um cuidador responsável.

#### Saúde e condições de vida

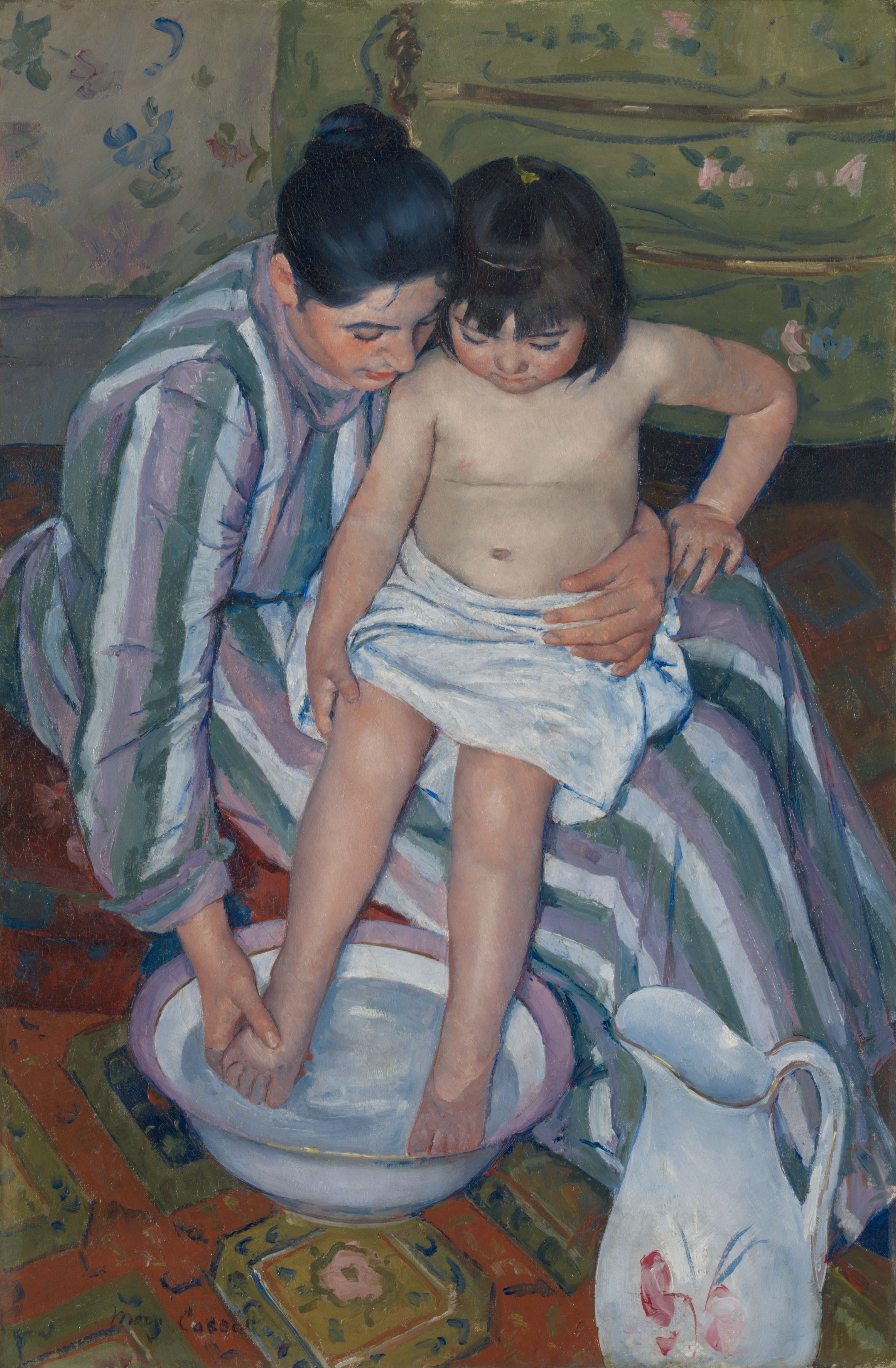
The Child's Bath de Mary Cassatt, de 1893, retratando uma mulher banhando uma criança. A ligação entre higiene e boa saúde estava se tornando melhor compreendida na sociedade ocidental no final do século XIX, e o banho frequente havia se tornado comum.

Sistemas de esgoto projetados para remover resíduos humanos de áreas urbanas tornaram-se comuns em cidades industriais no final do século XIX, ajudando a reduzir a propagação de doenças como a cólera. Padrões legais para a qualidade da água potável também começaram a ser introduzidos. No entanto, a introdução da eletricidade foi mais lenta, e durante os anos formativos da Geração Perdida, luzes a gás e velas ainda eram as formas mais comuns de iluminação.
Embora as estatísticas sobre mortalidade infantil datando do início da vida da Geração Perdida sejam limitadas, os Centros de Controle e Prevenção de Doenças relatam que, em 1900, um em cada dez bebês americanos morria antes de completar um ano de idade. Dados do Reino Unido indicam que, durante os últimos anos do século XIX, a mortalidade nos primeiros cinco anos de vida estava se estabilizando em pouco menos de um a cada quatro nascimentos. Em torno de um a cada três em 1800, a taxa de mortalidade na primeira infância havia diminuído ao longo dos cem anos seguintes, mas cairia mais acentuadamente na primeira metade do século XX, atingindo menos de um a cada vinte em 1950. Isso significava que os membros da Geração Perdida tinham uma probabilidade um pouco menor de morrer muito cedo do que seus pais e avós, mas uma probabilidade significativamente maior do que crianças nascidas apenas algumas décadas depois.

#### Alfabetização e educação

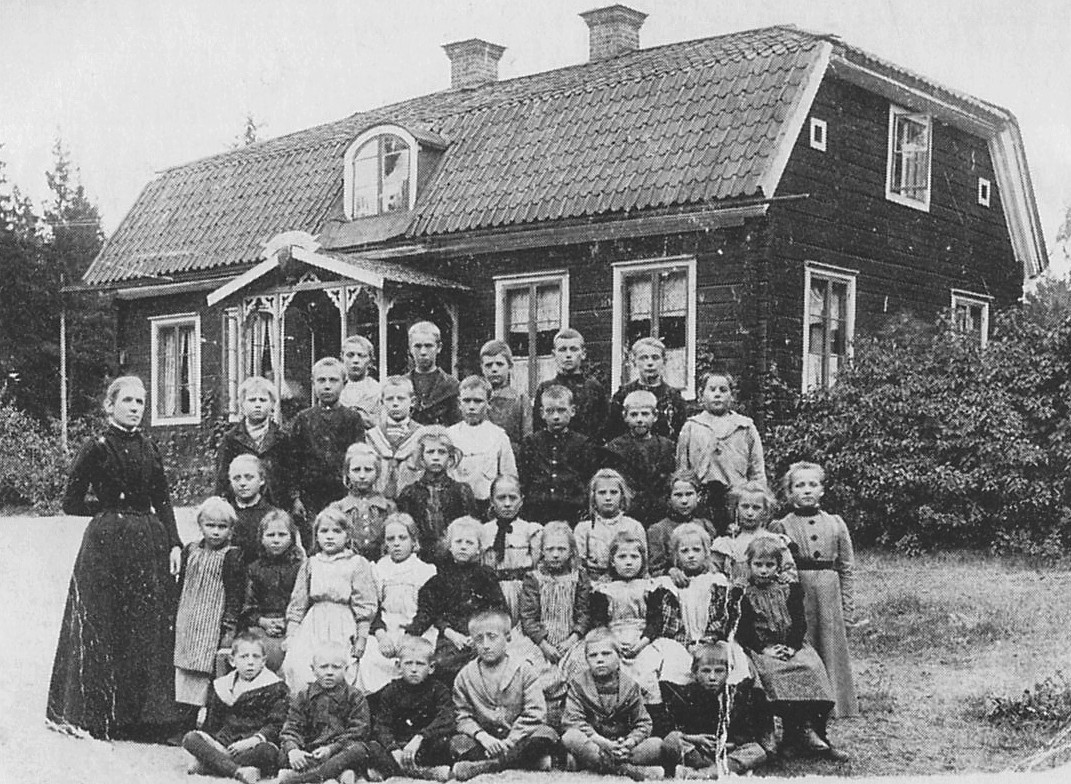
Foto de turma em uma escola na Suécia (1900)

Leis que restringiam o trabalho infantil em fábricas começaram a aparecer por volta de 1840 e, no final do século XIX, a educação compulsória havia sido introduzida em grande parte do mundo ocidental por pelo menos alguns anos da infância. Em 1900, os níveis de analfabetismo haviam caído para menos de 11% nos Estados Unidos, cerca de 3% no Reino Unido e apenas 1% na Alemanha. No entanto, os problemas de analfabetismo e falta de escolas ou de frequência escolar eram mais agudos em partes do Leste e do Sul da Europa.
As escolas dessa época tendiam a enfatizar a disciplina rigorosa, esperando que os alunos memorizassem informações por repetição. Para lidar com a escassez de professores, alunos mais velhos eram frequentemente usados para supervisionar e educar os mais jovens. A divisão das crianças em classes por idade tornou-se mais comum à medida que as escolas cresciam.
No entanto, enquanto o ensino primário estava se tornando cada vez mais acessível para as crianças ocidentais na virada do século, o ensino secundário ainda era um luxo. Apenas 11% dos americanos de 14 a 17 anos estavam matriculados no ensino médio em 1900, um número que havia aumentado apenas marginalmente até 1910. Embora a idade oficial para deixar a escola fosse 14 anos em 1900, até a Primeira Guerra Mundial, a maioria das crianças britânicas podia deixar a escola aos 12 ou 13 anos, devido a regras estabelecidas pelas autoridades locais. Não era incomum no final do século XIX que crianças canadenses deixassem a escola aos nove ou dez anos.

#### Lazer e brincadeiras

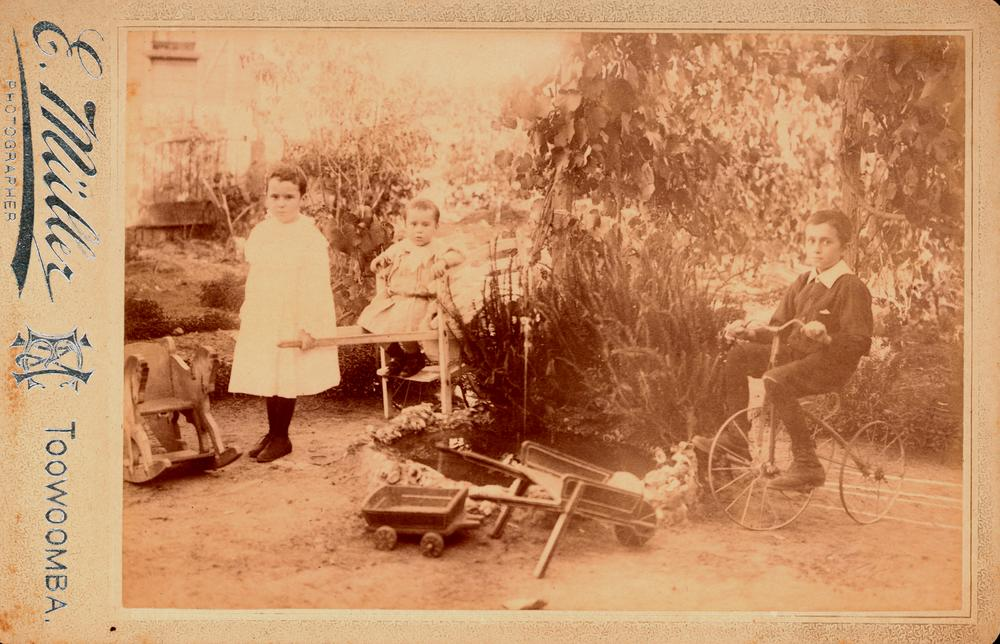
Crianças brincando com brinquedos (década de 1890)

Na década de 1890, os brinquedos infantis entraram em produção em massa. Em 1893, a empresa britânica de brinquedos William Britain revolucionou a produção de soldadinhos de brinquedo ao desenvolver o método de fundição oca, criando soldados mais baratos e leves do que os concorrentes. Isso levou os soldadinhos de metal, que antes eram privilégio de meninos de famílias mais ricas, a ganharem apelo popular durante o final da era vitoriana e o período eduardiano. Bonecas frequentemente vendidas por vendedores ambulantes a preços baixos eram populares entre as meninas. Ursos de pelúcia apareceram pela primeira vez no início dos anos 1900. Brinquedos de lata banhados a estanho, conhecidos como brinquedos de um centavo, também eram vendidos por vendedores ambulantes por um único centavo.
A virada do século XX viu um aumento na construção de parques públicos em partes do Ocidente para fornecer espaços públicos em cidades industriais em rápido crescimento. Eles forneciam um meio para crianças de diferentes origens brincarem e interagirem juntas, às vezes em instalações especialmente projetadas. Eles realizavam concertos e apresentações frequentes.

#### Cultura popular e mídia de massa

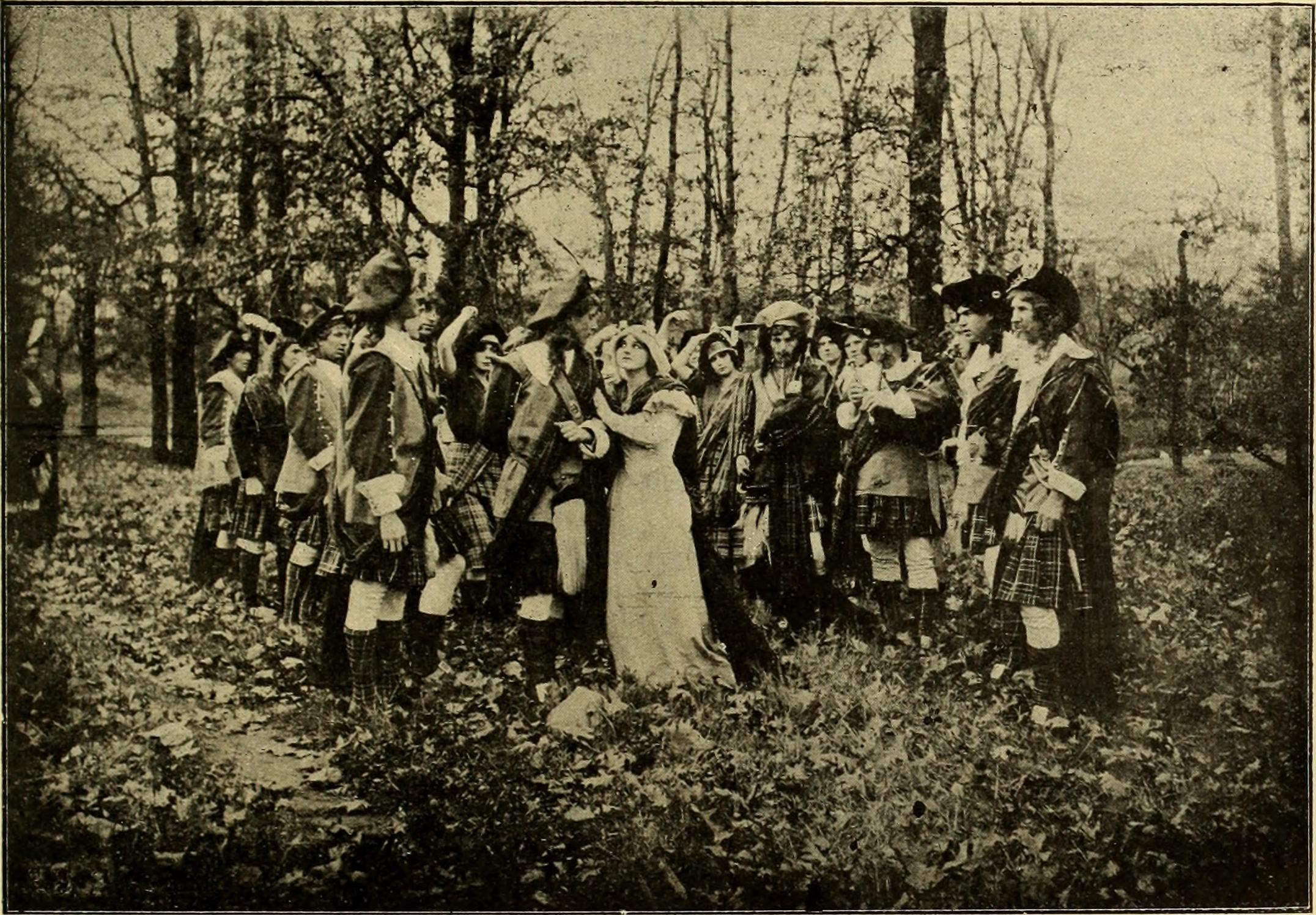
Cena de Lady of the Lake (filme da Vitagraph, 1912)

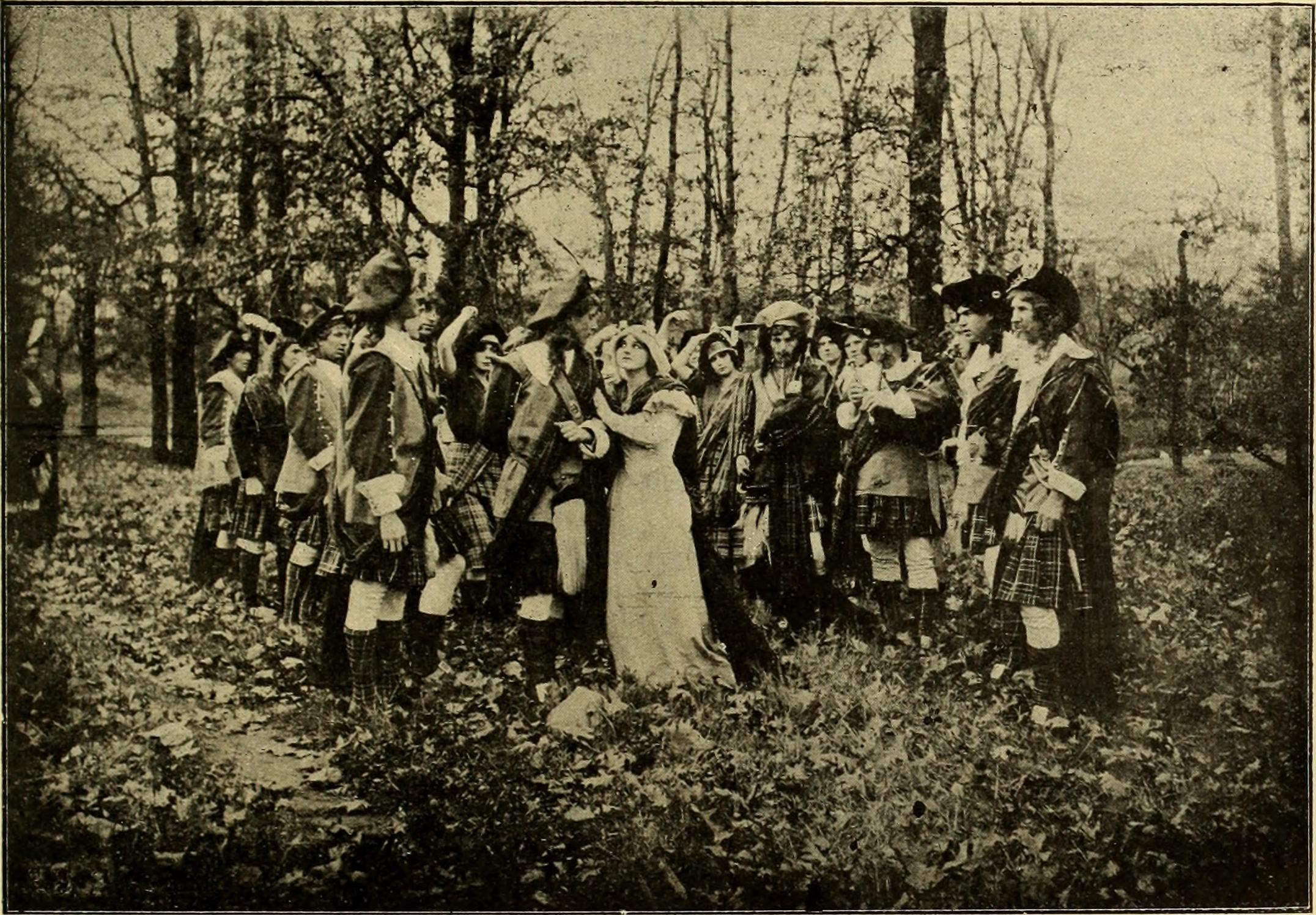
Cena de Lady of the Lake (filme da Vitagraph, 1912)

A partir de meados do século XIX, revistas de vários tipos, que antes eram direcionadas principalmente aos poucos que podiam pagar por elas, ganharam popularidade entre o público em geral. A segunda metade do século não apenas viu o aumento da popularidade de revistas direcionadas especificamente a meninos, mas também o desenvolvimento de um gênero relativamente novo voltado para meninas.
Um marco significativo no desenvolvimento do cinema foi alcançado em 1895, quando imagens em movimento projetadas foram exibidas pela primeira vez a um público pagante em Paris. Os primeiros filmes eram muito curtos (geralmente na forma de noticiários, esquetes cômicos e documentários curtos). Eles não tinham som, mas eram acompanhados por música, palestras e muita participação do público. Uma notável indústria cinematográfica havia se desenvolvido no início da Primeira Guerra Mundial.

### Como jovens adultos

#### Serviço militar na Primeira Guerra Mundial
A Geração Perdida é mais conhecida como a coorte que lutou principalmente na Primeira Guerra Mundial. Mais de 70 milhões de pessoas foram mobilizadas durante a Primeira Guerra Mundial, das quais cerca de 8,5 milhões foram mortas e 21 milhões ficaram feridas no conflito. Acredita-se que cerca de 2 milhões de soldados tenham morrido de doenças, enquanto batalhas individuais às vezes causavam centenas de milhares de mortes.

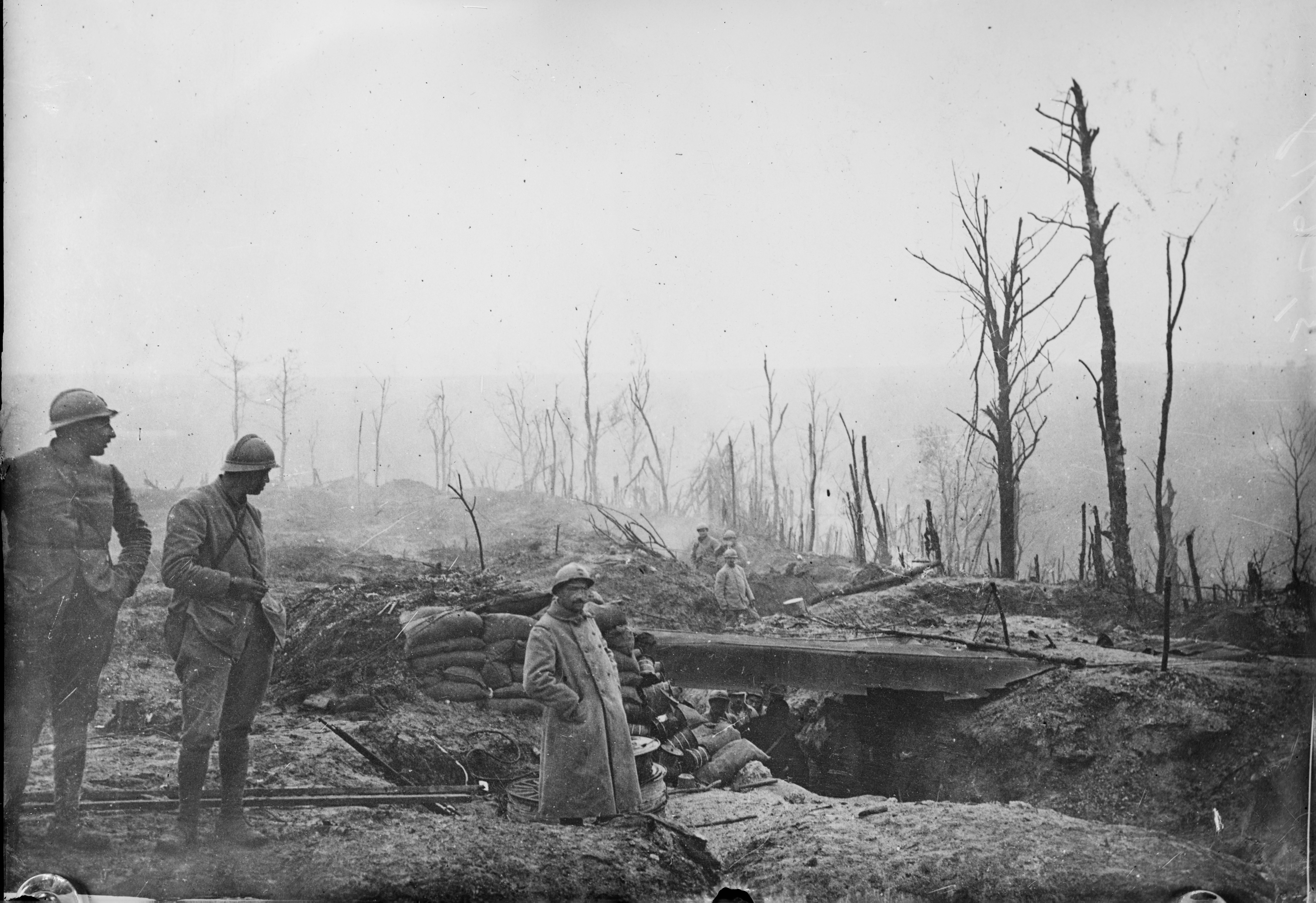
Soldados franceses poilus em um campo de batalha durante a Primeira Guerra Mundial

Cerca de 60 milhões dos recrutados eram originários do continente europeu, que viu seus jovens homens mobilizados em grande escala. A maioria das grandes potências europeias operava sistemas de conscrição em tempos de paz, onde os homens eram obrigados a fazer um breve período de treinamento militar na juventude antes de passar o resto de suas vidas na reserva do exército. Nações com esse sistema viram uma grande parte de sua mão de obra diretamente investida no conflito: 55% dos homens italianos e búlgaros entre 18 e 50 anos foram chamados para o serviço militar. Em outros lugares, as proporções eram ainda maiores: 63% dos homens em idade militar na Sérvia, 78% na Áustria-Hungria e 81% dos homens em idade militar na França e na Alemanha serviram. O Reino Unido, que tradicionalmente dependia principalmente da Marinha Real para sua segurança, foi uma exceção notável a essa regra e não introduziu a conscrição até 1916. Cerca de 5 milhões de homens britânicos lutaram na Primeira Guerra Mundial, de uma população total do Reino Unido de 46 milhões, incluindo mulheres, crianças e homens velhos demais para pegar em armas.
Além disso, as nações recrutaram pesadamente de seus impérios coloniais. Três milhões de homens de todo o Império Britânico fora do Reino Unido serviram no Exército Britânico como soldados e trabalhadores, enquanto a França recrutou 475.000 soldados de suas colônias. Outras nações envolvidas incluem os Estados Unidos, que recrutaram 4 milhões de homens durante o conflito, e o Império Otomano, que mobilizou 2.850.000 soldados.
Além do número de mortes, a guerra teve um profundo efeito em muitos de seus sobreviventes, deixando muitos jovens com graves problemas de saúde mental e deficiências físicas incapacitantes. A guerra também abalou o senso de realidade de muitos soldados, que haviam entrado no conflito com a crença de que a batalha e o sofrimento eram um caminho para a redenção e a grandeza. Quando anos de dor, sofrimento e perda pareciam trazer pouco em termos de um futuro melhor, muitos foram deixados com um profundo sentimento de desilusão.

#### Mulheres jovens nas décadas de 1910 e 1920

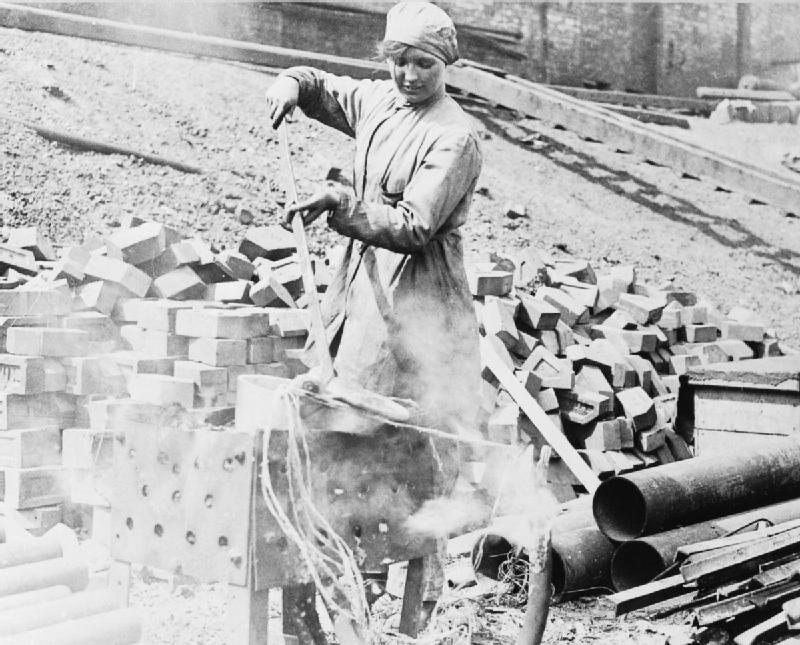
Uma jovem queimando um cabo para sucata em um estaleiro em Glasgow durante a Primeira Guerra Mundial.

Embora os soldados nas linhas de frente da Primeira Guerra Mundial fossem exclusivamente homens, as mulheres contribuíram para o esforço de guerra de outras maneiras. Muitas assumiram os empregos que os homens deixaram em setores anteriormente dominados por homens, como a indústria pesada, enquanto algumas até assumiram funções militares não combatentes. Muitas, particularmente mulheres mais ricas, participaram de trabalhos voluntários para contribuir com o esforço de guerra ou para ajudar aqueles que sofriam devido a ele, como os feridos ou refugiados. Muitas vezes, elas estavam experimentando o trabalho manual pela primeira vez. No entanto, essa redefinição do papel feminino levou a temores de que os sexos terem as mesmas responsabilidades perturbasse o tecido social e que mais competição por empregos deixaria os homens desempregados e corroeria seus salários. A maioria das mulheres teve que deixar os empregos que haviam assumido durante a guerra assim que ela terminou.
A guerra também teve um impacto pessoal nas vidas das mulheres da Geração Perdida. Muitas perderam seus maridos no conflito, o que frequentemente significava perder o principal provedor da família. No entanto, as viúvas de guerra muitas vezes recebiam uma pensão e assistência financeira para sustentar seus filhos. Mesmo com algum apoio econômico, criar uma família sozinha era frequentemente financeiramente difícil e emocionalmente desgastante, e as mulheres enfrentavam a perda de suas pensões se se casassem novamente ou fossem acusadas de se envolver em comportamentos malvistos. Em alguns casos, a dor e as outras pressões sobre elas levaram viúvas ao alcoolismo, depressão ou suicídio. Além disso, o grande número de homens mortos na Primeira Guerra Mundial dificultou o casamento para muitas mulheres jovens que ainda eram solteiras no início do conflito; isso acelerou uma tendência de maior independência e carreiras para elas.
A conquista de direitos políticos pelas mulheres acelerou-se no mundo ocidental após a Primeira Guerra Mundial, enquanto as oportunidades de emprego para mulheres solteiras se ampliaram. Esse período viu o desenvolvimento de um novo tipo de mulher jovem na cultura popular, conhecida como "flapper", que era conhecida por sua rebeldia contra as normas sociais anteriores. Elas tinham uma aparência fisicamente distinta em comparação com suas predecessoras de apenas alguns anos antes, cortando o cabelo em "bobs", usando vestidos mais curtos e mais maquiagem, enquanto adotavam um novo código de comportamento cheio de mais imprudência, festas e sexualidade explícita.

#### Consequências da Primeira Guerra Mundial
As consequências da Primeira Guerra Mundial viram mudanças substanciais na situação política, incluindo uma tendência ao republicanismo, a fundação de muitos novos estados-nação relativamente pequenos que antes faziam parte de impérios maiores e maior sufrágio para grupos como a classe trabalhadora e as mulheres. A França e o Reino Unido ganharam territórios de seus inimigos, enquanto a guerra e os danos que causou aos impérios europeus são geralmente considerados grandes passos no caminho dos Estados Unidos para se tornarem a superpotência dominante do mundo. O ressentimento das populações alemã e italiana contra o que geralmente viam como um acordo de paz que tirou muito do primeiro ou não deu o suficiente ao segundo alimentou os movimentos fascistas, que acabariam transformando esses países em ditaduras totalitárias. Para a Rússia, os anos após sua revolução em 1917 foram marcados por doenças, fome, terror e guerra civil, que eventualmente culminaram no estabelecimento da União Soviética.

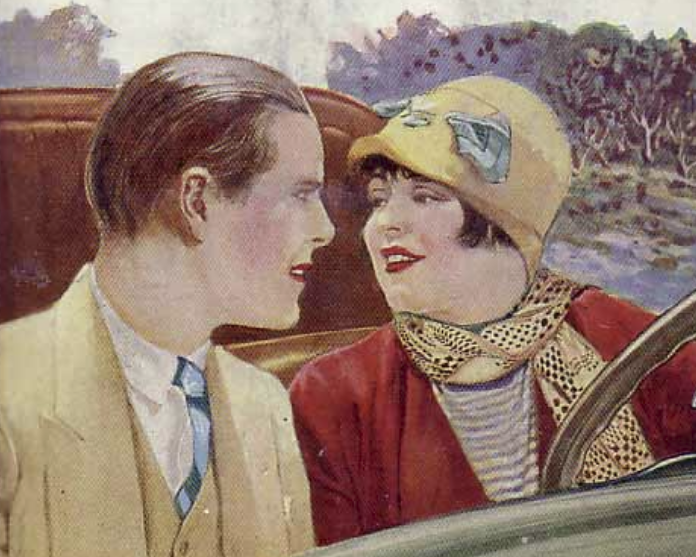
Imagem retirada da capa de uma revista (publicada em 1924) de um casal vestido com roupas da moda da época.

O período imediatamente posterior à Primeira Guerra Mundial foi caracterizado por violência política contínua e instabilidade econômica. O final da década de 1910 viu a pandemia de gripe espanhola, que foi incomum no sentido de que matou muitos adultos jovens da mesma faixa etária da Geração Perdida que havia morrido na guerra. Mais tarde, especialmente nas grandes cidades, grande parte da década de 1920 é considerada um período mais próspero, quando a Geração Perdida, em particular, escapou do sofrimento e da turbulência que haviam vivido, rebelando-se contra as normas sociais e culturais de seus antecessores.

### Na meia-idade

#### Década de 1930

##### Política e economia
Esse período mais otimista foi de curta duração, no entanto, pois 1929 viu o início da Grande Depressão, que continuaria ao longo da década de 1930 e se tornaria a crise financeira mais longa e severa já experimentada na história industrializada do Ocidente. Embora tenha começado nos Estados Unidos, a crise levou a aumentos acentuados no desemprego mundial, reduções na produção econômica e deflação. A depressão também foi um grande catalisador para a ascensão do nazismo na Alemanha e o início de sua busca por estabelecer o domínio sobre o continente europeu, o que eventualmente levaria à Segunda Guerra Mundial na Europa. Além disso, a década de 1930 viu o Japão Imperial, menos afetado, engajar-se em sua própria construção de império, contribuindo para conflitos no Extremo Oriente, onde alguns estudiosos argumentam que a Segunda Guerra Mundial começou já em 1931.

#### Cultura popular e mídia de massa
A partir de meados do século XIX, revistas de vários tipos, antes direcionadas a um público restrito, ganharam popularidade entre o público em geral. No final do século, revistas para meninos e meninas se popularizaram.
O cinema teve um marco em 1895, quando imagens em movimento foram exibidas pela primeira vez a um público pagante em Paris. Os primeiros filmes eram curtos e mudos, mas acompanhados por música e palestras. A indústria cinematográfica cresceu rapidamente até a Primeira Guerra Mundial.

## Temas literários
Os escritos das figuras literárias da Geração Perdida tendem a ter temas comuns. Esses temas se referiam principalmente às experiências dos escritores na Primeira Guerra Mundial e nos anos seguintes. Diz-se que o trabalho desses escritores foi autobiográfico baseado no uso de versões mitificadas de suas vidas. Um dos temas que comumente aparece nos trabalhos dos autores é a decadência e o estilo de vida frívolo dos ricos. Tanto Hemingway quanto Fitzgerald tocaram neste tema ao longo dos romances The Sun Also Rises e The Great Gatsby. Outro tema comumente encontrado nos trabalhos desses autores foi a morte do sonho americano, que é exibido em muitos de seus romances. É particularmente proeminente em The Great Gatsby, em que o personagem Nick Carraway chega a perceber a corrupção que o cerca.

## Outros usos
O termo também é usado em um contexto mais amplo para a geração de jovens que atingiram a maioridade durante e logo após a Primeira Guerra Mundial. Os autores William Strauss e Neil Howe, amplamente conhecidos por sua teoria geracional, definem a Geração Perdida como a nascida de 1883 a 1900, que atingiu a maioridade durante a Primeira Guerra Mundial e os loucos anos vinte. Na Europa, eles são conhecidos principalmente como a "Geração de 1914", para o ano em que a Primeira Guerra Mundial começou. Na França, o país em que muitos expatriados se estabeleceram, eles eram às vezes chamados de Génération au Feu, a "Geração em Chamas". Na Grã-Bretanha, o termo foi originalmente usado para aqueles que morreram na guerra, e muitas vezes implicitamente se referia a baixas de classe alta que foram vistas como tendo morrido desproporcionalmente, roubando o país de uma futura elite. Muitos sentiram que "a flor da juventude e a melhor masculinidade dos povos tinham sido ceifadas", por exemplo, tais baixas notáveis como os poetas Isaac Rosenberg, Rupert Brooke, Edward Thomas e Wilfred Owen, compositor George Butterworth e físico Henry Moseley.

## Membros notáveis
Os membros da Geração Perdida incluem Sinclair Lewis, que foi o primeiro estadunidense a receber o Prêmio Nobel de Literatura, o general do Exército dos Estados Unidos George S. Patton, o compositor russo Irving Berlin, o escritor estadunidense, repórter e comentarista político Walter Lippmann, Earl Warren, teólogo estadunidense, especialista em ética, e comentarista sobre política Reinhold Niebuhr, as atrizes Lillian Gish, Mary Pickford e Mae West, a poeta e satírica norte-americana Dorothy Parker, pintor/ilustrador Norman Rockwell, J. Edgar Hoover que foi o primeiro diretor do Federal Bureau of Investigation dos Estados Unidos, o jogador de beisebol Babe Ruth, cuja carreira na Major League Baseball durou 22 temporadas entre 1914 e 1935, os boxeadores Jack Dempsey e Gene Tunney. Os atores Fred Astaire, Humphrey Bogart, Walter Brennan, George Burns, James Cagney, Buster Keaton, Frederic March, Edward G. Robinson, Randolph Scott, Spencer Tracy e Rudolph Valentino, Romancista estadunidense e escritor de contos F. Scott Fitzgerald, cantor e ator estadunidense que se envolveu com o movimento dos direitos civis Paul Robeson, Al Capone, romancista estadunidense, escritor de contos e jornalista Ernest Hemingway, artista Al Jolson, estrela da Broadway da época e primeira estrela de "filmes sonoros", os políticos estadunidenses Adlai Stevenson II e Henry A. Wallace, o diretor britânico Alfred Hitchcock, os compositores George Gershwin e Aaron Copland e o italiano Nicola Sacco.
Como os Estados Unidos eram um refúgio seguro da perseguição, repressão e assassinato característicos de regimes fascistas e comunistas, os Estados Unidos muitas vezes se tornaram um refúgio para empreendedores, cientistas (como Enrico Fermi) e pessoas criativas (como Bohuslav Martinů) que fizeram muito do seu melhor trabalho na América.
Harry S. Truman e Dwight D. Eisenhower eram presidentes dos EUA. Claire Lee Chennault (6 de setembro de 1890 - 27 de julho de 1958) foi um aviador militar estadunidense mais conhecido por sua liderança dos "Tigres Voadores" e pela Força Aérea da República da China na Segunda Guerra Mundial.
Os membros internacionais notáveis eram Clement Attlee, Vincent Auriol, Stanley Bruce, Heinrich Bruning, Marc Chagall, Charlie Chaplin, Maurice Chevalier, Ben Chifley, Rene Coty, John Curtin, Charles de Gaulle, Morarji Desai, John Diefenbaker, Anthony Eden, Ludwig Erhard, Arthur Fadden, Frank Forde, Jacobus Johannes Fouche, Peter Fraser, Joseph Goebbels, Adolf Hitler, Sidney Holland, Nikita Khrushchev, Harold Macmillan, John McEwen, Robert Menzies, Ho Chi Minh, Joan Miro, Benito Mussolini, Walter Nash, Jawaharlal Nehru, Lester B. Pearson, Sergei Prokofiev, Vidkun Quisling, Liu Shaoqi, Louis St. Laurent, Charles Robberts Swart, Hideki Tojo, Lutz Graf Schwerin von Krosigk, Ludwig Wittgenstein, e Mao Zedong. Golda Meir, nascida na Rússia, passou a maior parte de seus anos de formação nos Estados Unidos antes de se tornar primeira-ministra de Israel.
Exemplos de dotes culturais incluem as seguintes obras literárias: O Grande Gatsby, de F. Scott Fitzgerald; The Waste Land, de T. S. Eliot; Babbitt de Sinclair Lewis; The Sound and the Fury de William Faulkner; o filme Monkey Business, estrelado pelos irmãos Marx; Creed of an Advertising Man de Bruce Barton; The Maltese Falcon de Dashiell Hammett; The Big Sleep de Raymond Chandler; The Old Man and the Sea de Ernest Hemingway; e The View from Eighty, de Malcolm Cowley. Contribuições musicais nesta categoria incluem: a obra musical Appalachian Spring de Aaron Copland; e a composição orquestral An American in Paris, de George Gershwin.
Aplicando os anos de nascimento usados por Strauss e Howe, o último membro estadunidense conhecida da Geração Perdida a viver foi Susannah Mushatt Jones (6 de julho de 1899 - 12 de maio de 2016), enquanto Nabi Tajima (4 de agosto de 1900 - 21 de abril de 2018) do Japão foi o último membro vivo conhecido desta geração em geral, tornando-o totalmente ancestral em todo o mundo, porém as gerações Grandiosa, silenciosa, baby boomer, X, Y, Z e Geração alfa já são gerações ancestrais.

## Pessoas famosas
- 1883 Benito Mussolini
- 1883 Elsa Maxwell
- 1883 Getúlio Vargas
- 1884 Damon Runyon
- 1884 Harry S. Truman
- 1885 Sinclair Lewis
- 1885 Chester Nimitz
- 1885 Ezra Pound
- 1885 George S. Patton
- 1886 Al Jolson
- 1886 Rose Wilder Lane
- 1887 Fatty Arbuckle
- 1888 Irving Berlin
- 1889 Adolf Hitler
- 1889 Charles Chaplin
- 1889 Igor Sikorsky
- 1889 Cora Coralina
- 1889 Walter Lippmann
- 1890 Charles de Gaulle
- 1890 Aimee Semple McPherson
- 1890 Dwight D. Eisenhower
- 1891 Cole Porter
- 1891 David Curtis Stephenson
- 1891 Earl Warren
- 1891 Nicola Sacco
- 1892 Djuna Barnes
- 1892 Reinhold Niebuhr
- 1892 Mae West
- 1893 Mao Tse-tung
- 1893 Lilian Gish
- 1893 Dorothy Parker
- 1893 Huey Long
- 1894 Norman Rockwell
- 1894 Alfred Kinsey
- 1895 Buckminster Fuller
- 1895 J. Edgar Hoover
- 1895 Babe Ruth
- 1895 Joseph Banks Rhine
- 1896 George Burns
- 1896 F. Scott Fitzgerald
- 1897 Hal Haig Prieste
- 1897 Dorothy Day
- 1897 Elijah Muhammad
- 1897 William Faulkner
- 1898 Paul Robeson
- 1898 Golda Meir
- 1898 Herbert Marcuse
- 1899 Vladimir Nabokov
- 1899 Humphrey Bogart
- 1899 Al Capone
- 1899 Jimmie Davis
- 1899 Ernest Hemingway
- 1899 Alfred Hitchcock
- 1899 Arthur da Costa e Silva
- 1899 Robert W. Welch, Jr.
- 1900 Aaron Copland
- 1900 Adlai Stevenson
- 1900 Louise Nevelson
- 1901 Louis Armstrong